# Pfarrer-Initiative Österreich
Die Pfarrer-Initiative ist ein eingetragener Verein, der vom Vorsitzenden Helmut Schüller medial vertreten wird. Ihr Ziel ist „eine offene Diskussion über die Fragen und Probleme der römisch-katholischen Kirche“. Der Initiative gehören etwa 400 Priester und Diakone der römisch-katholischen Kirche in Österreich an.

## Anliegen

### Das fünffache Nein
Die Initiative wendet sich dagegen,
- dass Pfarrer durch den Priestermangel und die damit verbundene Zusammenlegung von Pfarren zu nur noch kurzzeitig anwesenden Seelsorgern geworden sind, dass sie jeweils nur kurz vor der Messfeier in einem Ort ankommen und danach gleich wieder weiterfahren,
- dass Pfarren aufgelöst werden, wenn es keinen Pfarrer gibt,
- dass Pfarrern zu viel Administratives aufgebürdet wird,
- dass ihr Dienst weit in das Pensionsalter hinein beansprucht wird und
- dass die strengen Verdikte des Kirchenrechts bei Geschiedenen, Priestern und gleichgeschlechtlich Liebenden, die eine Beziehung eingehen, gelten.

### Der Aufruf zum Ungehorsam
Die Mitglieder sagen, sie gestalteten die Gegenwart, indem sie
- im Gottesdienst im Fürbittengebet um eine Kirchenreform bitten.
- im Gottesdienst die Eucharistie nicht verweigern.
- an Sonntagen und Feiertagen „liturgische Gastspielreisen“ vermeiden und stattdessen Wortgottesdienste fördern.
- Wortgottesdienste mit Kommunionspendung als „priesterlose Eucharistiefeier“ benennen.
- das Predigtverbot für kompetent ausgebildete Laien und Religionslehrer missachten.
- im Sinne des Priestertums aller Gläubigen für jede Pfarre einen eigenen Vorsteher anzielen.
- sich für die Zulassung von Frauen und Verheirateten zum Priesteramt aussprechen.

## Geschichte
Die Initiative wurde im April 2006 mit neun Priestern im Leitungsteam, unter ihnen als Vorsitzender und Sprecher Helmut Schüller, Udo Fischer, Pfarrer der Pfarre Paudorf-Göttweig sowie Hans Bensdorp, damals Pfarrer der Pfarre Hetzendorf, im Café Landtmann in Wien bekanntgemacht. Mit Stand  2013 hatte die Initiative 429 Mitglieder und 77 Unterstützer als Priester und Diakone, weitere 3135 Unterstützer sind Laien.
Sitz des Vereins ist nach wie vor an der Adresse des Gründungsmitglieds, Altpfarrer von Hetzendorf und nunmehriger Rektor der Rektoratskirche St. Johannes der Täufer, Hans Bensdorp, der auch als Webmaster der Vereins-Website fungiert.

### Anerkennungen
In einer Umfrage des ORF im Jahre 2011 zeigte sich, dass die Inhalte der Initiative von zwei Drittel der Priester unterstützt werden.
Auszeichnungen:
- 2012: Herbert-Haag-Preis[6]

### Kritik zur Auseinandersetzung
Die Österreichische Bischofskonferenz zeigte sich in der Herbstvollversammlung 2011 kritisch zur Pfarrer-Initiative und sagte: „Ungehorsam ist ein Kampfwort, das so nicht stehenbleiben kann.“ Aktive Bischöfe haben sich der Initiative nicht angeschlossen, Altbischof Reinhold Stecher – dazu befragt – äußerte, dass die Pflicht zum Zölibat aufgehoben werden solle. Diözesanbischof Manfred Scheuer, in einem Interview zur Pfarrer-Initiative befragt, sagte: „Ich glaube nicht, dass eine ungeteilte Zustimmung möglich ist, aber eine pauschale Ablehnung wäre auch fatal. Es ist wichtig, die Leidenschaft für die Seelsorge wahrzunehmen. Und die Frage zu stellen, welche Wertschätzung Seelsorger erfahren.“ Zur Fürsorgepflicht der Bischöfe bemerkte er: „Heute haben Priester mit dem Gefühl zu kämpfen, sehr viel und trotzdem nicht genug zu tun – und weniger Resonanz zu bekommen. Wir haben auch in der Kirche eine zunehmende Bürokratisierung.“ Papst Benedikt XVI. reagierte am Gründonnerstag 2012 auf die Pfarrer-Initiative und bezeichnete besonders die Ordination von Frauen als Reformziel als nicht möglich.
Dass der Papst überhaupt ausdrücklich auf die Pfarrer-Initiative reagierte, überraschte. Helmut Schüller sagte, der Papst habe Fragen gestellt, welche die Initiative direkt beantworten wolle, und er hoffe auf eine Einladung nach Rom. Der Vatikan lehnte jedoch einen direkten Kontakt ab.
Der Jesuit Herwig Büchele fragte 2012, ob der „Aufruf zu Reformen“ einer „Gruppe von Priestern“, welcher sich im Besonderen an die österreichischen Bischöfe richtete, an den richtigen Adressaten ging und meint, „die meisten, wenn nicht alle Forderungen dieser Gruppe von Priestern können nur von einem Konzil beantwortet werden. Deshalb ist der eigentliche Adressat dieser Forderungen das weltweite Bischofskollegium“. Büchele zitiert zur Zulassung der Frauen zum Priesteramt die Instruktion der Glaubenskongregation über die Berufung der Theologen vom 29. Mai 1990, wo es heißt: Entstehen Spannungen zwischen dem Theologen und dem Lehramt „nicht aus einer Haltung der Feindschaft und des Widerspruchs, können sie als ein dynamisches Element und als Anregung gelten, die Lehramt und Theologen zur Wahrnehmung ihrer jeweiligen Aufgabe im gegenseitigen Dialog bestimmen.“ und folgert daraus: „In diesem Geist ist die Frage der Priesterweihe für Frauen zu sehen. Es versteht sich, dass diese in der Kirche so virulente Frage auch nur von einem Konzil beantwortet werden kann.“
Die Theologin und Generaloberin der Franziskanerinnen von Vöcklabruck Kunigunde Fürst sagte 2012, dass sie sich mit dem Titel „Aufruf zum Ungehorsam“ nicht so recht identifizieren kann. „Ungehorsam ist ein Reizwort, das die Sache in Misskredit gebracht hat.“ Zur Zulassung von Frauen zum Priesteramt sagte Fürst: „Es ist die Angst der Hierarchen, dass die Frauen zu nahe an das Priesteramt herankommen, möglicherweise auch an das Bischofsamt.“ und: „Die Dinge ändern sich. Ordensschwestern etwa hat man immer als Dienstboten der Kleriker gesehen. Wir sehen uns aber nicht mehr als Dienstboten der Kleriker und sagen das auch.“
Der österreichische Bischof Erwin Kräutler in der Territorialprälatur Xingu in Brasilien teilte 2012 in einem Interview mit den Salzburger Nachrichten mit, dass die Anliegen der Pfarrer-Initiative „eine Frage der gesamten Weltkirche“ sind. Um den Stillstand in der Auseinandersetzung zu den Zulassungsbestimmungen zum Priesteramt zu überwinden, „soll Rom alle Bischöfe weltweit befragen“.
Helmut Schüller forderte 2012 in einem Interview mit dem Männer-Lifestyle-Magazin Wiener die demokratische Wahl der Bischöfe durch das Kirchenvolk: „Das würde auch den Kontakt zum Volk fördern, weil der Bischof in spe von Gemeinde zu Gemeinde pilgern müsste. Er müsste sich vorstellen und überprüfbar machen. Er müsste sich der Diskussion stellen. Etwas, das die Kirche keineswegs gefährden würde. Es hat diese Tradition immer gegeben. Vor allem ganz am Anfang. Und in den Ordensgemeinschaften in den Klöstern die ganze Zeit über.“

### Vorfälle
Im Juni 2012 wurde Peter Meidinger, Dechant im Dekanat Piesting im südlichen Niederösterreich und Mitglied in der Pfarrer-Initiative, von Kardinal Schönborn vor der Wiederwahl vor die Wahl gestellt, sein Amt oder seinen Ungehorsam aufzugeben. Meidinger gab daraufhin sein Amt als Dechant ab.